# Muro de Alcoy
Muro de Alcoy község Spanyolországban, Alicante tartományban. Lakosainak száma 9345 fő (2024). Muro de Alcoy Agres, Alcocer de Planes, L’Alqueria d’Asnar, Benimarfull, Cocentaina, Gaianes, Atzeneta d’Albaida, Albaida, Bèlgida, Bufali, Otos és El Palomar községekkel határos.

## Népesség
A település lakosságának változását az alábbi diagram mutatja:
| Lakosok száma | 7366 | 7830 | 8446 | 8893 | 9005 | 9114 | 9307 | 9324 | 9326 | 9345 |
|               | 2001 | 2004 | 2006 | 2009 | 2011 | 2014 | 2016 | 2019 | 2021 | 2024 |